# John Weldon (Animator)
John Felix Weldon (* 11. Mai 1945 in Belleville, Ontario) ist ein kanadischer Animator.

## Leben
Weldon wuchs in Montreal auf und studierte Mathematik und Psychologie an der McGill University, die er mit einem Bachelor of Science abschloss. Er besuchte anschließend ein Jahr lang das MacDonald Teachers’ College. Nach Ende seines Studiums war Weldon für kurze Zeit als Trainee in einer Versicherungsagentur tätig. In seiner Freizeit schrieb er ein Musical und ein Theaterstück und schrieb und illustrierte mit Pipkin Papers auch einen Comic. Er kam 1970 als freiberuflicher Animationsassistent zum National Film Board of Canada und begann als Zeichner und Tracer zu arbeiten. Weldon war ab 1975 an zahlreichen Filmen als Regisseur und Drehbuchautor beteiligt, wobei er sich die Grundlagen des Animationsfilmens selbst beigebracht hatte. Für Special Delivery, bei dem er zusammen mit Eunice Macaulay Regie führte, erhielt er 1979 einen Oscar.
Das NFB veröffentlichte 2003 unter dem Titel John Weldon’s Deeper Dementia eine Kurzretrospektive zu Weldons Arbeit. Anima Mundi würdigte Weldons Arbeit 2004: „Egal welche Technik er einsetzt, Zeichnung, Puppen, elektronische Datenverarbeitung, immer liegt Weldon daran, durch Humor nachdenklich zu machen oder umgekehrt: das Universum des Gedankens zum Lachen zu bringen“.
Im Jahr 2004 ging er in den Ruhestand; sein letzter Film für das NFB wurde Home Security. Seither schreibt er Lieder und arbeitet an Comics.
Weldon ist verheiratet; der Ehe entstammen ein Sohn und eine Tochter.

## Filmografie
- 1975: You’ve Read the Book, Now See the Movie
- 1977: Spinnolio
- 1977: No Apple for Johnny
- 1978: Special Delivery
- 1979: Canada Vignettes: Log Driver's Waltz
- 1982: Ottawa 82 Logo
- 1984: Canada Vignettes: Emergency Numbers
- 1984: Real Inside
- 1985: Elephantrio
- 1988: Of Dice and Men
- 1990: Vignette: Para Sight
- 1990: To Be
- 1991: The National Film Board of Canada's Animation Festival
- 1991: The Lump
- 1996: Scant Sanity
- 1999: Frank the Wrabbit
- 2003: Point of Order
- 2003: The Hungry Squid
- 2003: Yo
- 2004: Home Security

## Auszeichnungen (Auswahl)
- 1979: Oscar, Bester animierter Kurzfilm, für Special Delivery
- 1986: Merit Award, Ottawa International Animation Festival, für Elephantrio
- 1990: Nominierung für eine Goldene Palme, Bester Kurzfilm, für To Be
- 1992: Genie-Award-Nominierung, Bester animierter Kurzfilm, für The Lump
- 1992: Gordon Bruce Award for Humor, Ottawa International Animation Festival, für The Lump
- 1999: Genie-Award-Nominierung, Bester animierter Kurzfilm, für Frank the Wrabbit
- 2003: Genie Award, Bester animierter Kurzfilm, für The Hungry Squid
- 2003: Jutra-Award-Nominierung für The Hungry Squid